# سایکس
سایکس (انگلیسی: Sykes) شرکت مهندسی آمریکایی است، که در سال ۱۹۷۷ توسط جان سایکس تأسیس شد.